# Maurício nos Jogos Olímpicos de Verão de 2008
Maurício (português brasileiro) ou Maurícia (português europeu) competiu nos Jogos Olímpicos de Verão de 2008, em Pequim, na República Popular da China.
Bruno Julie do boxe conquistou a primeira medalha olímpica da história do país desde a estreia nos Jogos Olímpicos de Verão de 1984. Jule assegurou a medalha de bronze ao derrotar o venezuelano Héctor Manzanilla nas quartas de final do peso galo em 18 de agosto.

## Medalhas
| Atleta      | Esporte | Evento    | Medalha |
| ----------- | ------- | --------- | ------- |
| Bruno Julie | Boxe    | Peso galo | Bronze  |

## Desempenho

### Atletismo
Masculino
| Atleta           | Evento             | Preliminares | Preliminares | Quartas | Quartas | Semifinal   | Semifinal   | Final       | Final       |
| Atleta           | Evento             | Marca        | Posição      | Marca   | Posição | Marca       | Posição     | Marca       | Posição     |
| ---------------- | ------------------ | ------------ | ------------ | ------- | ------- | ----------- | ----------- | ----------- | ----------- |
| Stephan Buckland | 200 metros         | 20s98        | 37º          | 20s37   | 8º      | 20s48       | 12º         | Não avançou | Não avançou |
| Eric Milazar     | 400 metros         | 46s06        | 33º          |         |         | Não avançou | Não avançou | Não avançou | Não avançou |
| Arnaud Casquette | Salto em distância | Não competiu | Não competiu |         |         |             |             | Não avançou | Não avançou |

Feminino
| Atleta           | Evento     | Preliminares | Preliminares | Semifinal   | Semifinal   | Final       | Final       |
| Atleta           | Evento     | Marca        | Posição      | Marca       | Posição     | Marca       | Posição     |
| ---------------- | ---------- | ------------ | ------------ | ----------- | ----------- | ----------- | ----------- |
| Annabelle Lascar | 800 metros | 2m06s11      | 34º          | Não avançou | Não avançou | Não avançou | Não avançou |

### Badminton
Feminino
| Atleta         | Evento  | Fase de 64             | Fase de 32                       | Fase de 16             | Quartas                | Semifinais             | Final                  | Final       |
| Atleta         | Evento  | Adversário e resultado | Adversário e resultado           | Adversário e resultado | Adversário e resultado | Adversário e resultado | Adversário e resultado | Posição     |
| -------------- | ------- | ---------------------- | -------------------------------- | ---------------------- | ---------------------- | ---------------------- | ---------------------- | ----------- |
| Karen Foo Kune | Simples |                        | CHN Lu L. D 0-2 (3-21; 1-7, ab.) | Não avançou            | Não avançou            | Não avançou            | Não avançou            | Não avançou |

### Boxe
Maurício qualificou dois boxeadores para o torneio olímpico de boxe. Bruno Julie e Richarno Colin obtiveram suas vagas no segundo torneio qualificatório africano.
| Atletas        | Evento                  | Fase de 32              | Oitavas                  | Quartas                  | Semifinais             | Final                  | Posição           |
| Atletas        | Evento                  | Adversário e resultado  | Adversário e resultado   | Adversário e resultado   | Adversário e resultado | Adversário e resultado | Posição           |
| -------------- | ----------------------- | ----------------------- | ------------------------ | ------------------------ | ---------------------- | ---------------------- | ----------------- |
| Bruno Julie    | Peso galo               | LES E. Nketu V 17-8     | UZB K. Tadjibayev V 16-4 | VEN H. Manzanilla V 13-9 | CUB Y. León D 5-7      | Não avançou            | Medalha de bronze |
| Richarno Colin | Peso meio-médio-ligeiro | BRA M. Carvalho V 15-11 | RUS G. Kovalev D 2-11    | Não avançou              | Não avançou            | Não avançou            | Não avançou       |

### Ciclismo de estrada
Feminino
| Atleta            | Evento             | Final    | Final   |
| Atleta            | Evento             | Tempo    | Posição |
| ----------------- | ------------------ | -------- | ------- |
| Aurelie Halbwachs | Corrida em estrada | 3h52m11s | 62º     |

### Halterofilismo
Masculino
| Atleta       | Evento | Arranque (kg) | Arremesso (kg) | Total (kg) | Posição |
| ------------ | ------ | ------------- | -------------- | ---------- | ------- |
| Ravi Bhollah | -94kg  | 125,0         | 150,0          | 275,0      | 16º     |

### Natação
Masculino
| Atleta(s) | Evento      | Eliminatórias | Eliminatórias | Semifinal   | Semifinal   | Final       | Final       |
| Atleta(s) | Evento      | Tempo         | Posição       | Tempo       | Posição     | Tempo       | Posição     |
| --------- | ----------- | ------------- | ------------- | ----------- | ----------- | ----------- | ----------- |
| Gael Adam | 100 m livre | 52s35         | 57º           | Não avançou | Não avançou | Não avançou | Não avançou |

Feminino
| Atleta(s)        | Evento     | Eliminatórias | Eliminatórias | Semifinal   | Semifinal   | Final       | Final       |
| Atleta(s)        | Evento     | Tempo         | Posição       | Tempo       | Posição     | Tempo       | Posição     |
| ---------------- | ---------- | ------------- | ------------- | ----------- | ----------- | ----------- | ----------- |
| Diane Etiennette | 50 m livre | 28s83         | 63º           | Não avançou | Não avançou | Não avançou | Não avançou |

### Tiro com arco
Maurício enviou arqueiros aos Jogos Olímpicos pela terceira vez. O país recebeu uma vaga na competição individual feminina devido ao convite dado pela comissão tripartite e foi representado por Veronique D'Unienville.
Feminino
| Atleta                 | Evento     | Fase de Ranking | Fase de Ranking | Fase de 64                   | Fase de 32             | Oitavas                | Quartas                | Semifinais             | Final                  | Final       |
| Atleta                 | Evento     | Placar          | Chave           | Adversário e resultado       | Adversário e resultado | Adversário e resultado | Adversário e resultado | Adversário e resultado | Adversário e resultado | Posição     |
| ---------------------- | ---------- | --------------- | --------------- | ---------------------------- | ---------------------- | ---------------------- | ---------------------- | ---------------------- | ---------------------- | ----------- |
| Veronique D'Unienville | Individual | 605             | 53              | MEX Aida Román (12) D 97-108 | Não avançou            | Não avançou            | Não avançou            | Não avançou            | Não avançou            | Não avançou |

Legenda
| Recorde mundial      | Recorde mundial (World record)               |                       | Recorde africano                      | Recorde africano (African) |                                           | Q | Classificado por posição (Qualified) |
| Recorde olímpico     | Recorde olímpico (Olympic record)            | Recorde da América    | Recorde da América (Americas)         | q                          | Classificado por melhor tempo (Qualified) |   |                                      |
| Melhor marca do ano  | Melhor marca do ano (World leading)          | Recorde asiático      | Recorde asiático (Asian)              | DNS                        | Não largou (Did not start)                |   |                                      |
| Recorde nacional     | Recorde nacional (National record)           | Recorde europeu       | Recorde europeu (European)            | DNF                        | Não terminou (Did not finish)             |   |                                      |
| Recorde pessoal      | Recorde pessoal do atleta (Personal best)    | Recorde da Oceania    | Recorde da Oceania (Oceania)          | DSQ / DQ                   | Desclassificado (Disqualified)            |   |                                      |
| Recorde da temporada | Recorde da temporada do atleta (Season best) | Recorde sul-americano | Recorde sul-americano (South America) | NM                         | Sem marca (No mark)                       |   |                                      |